# Горобець суахільський
Горобець суахільський (Passer suahelicus) — вид горобцеподібних птахів родини горобцевих (Passeridae).

## Поширення
Вид поширений в Східній Африці. Трапляється на півдні Кенії та в Танзанії. Мешкає в савані.

## Опис
Дрібний птах, завдовжки до 16 см. Крила мають довжину від 8,4 до 9,1 см, хвіст від 6,4 до 6,7 см, вага сягає близько 20 грам.

## Спосіб життя
Трапляється на висотах від 1000 до 2000 метрів, головним чином на луках із ізольованими чагарниками. Однак також колонізує рідкісні ліси, а також узбіччя обробленої землі та сіл. Живиться насінням.
Гніздо у вигляді кулі з бічним входом. Зазвичай його будують у дуплах дерев або в порожнинах будівель. Також може використовувати старі, покинуті ластівчині гнізда. Сезон розмноження триває з січня по березень і знову в травні.